# St. Peter (Leinach)

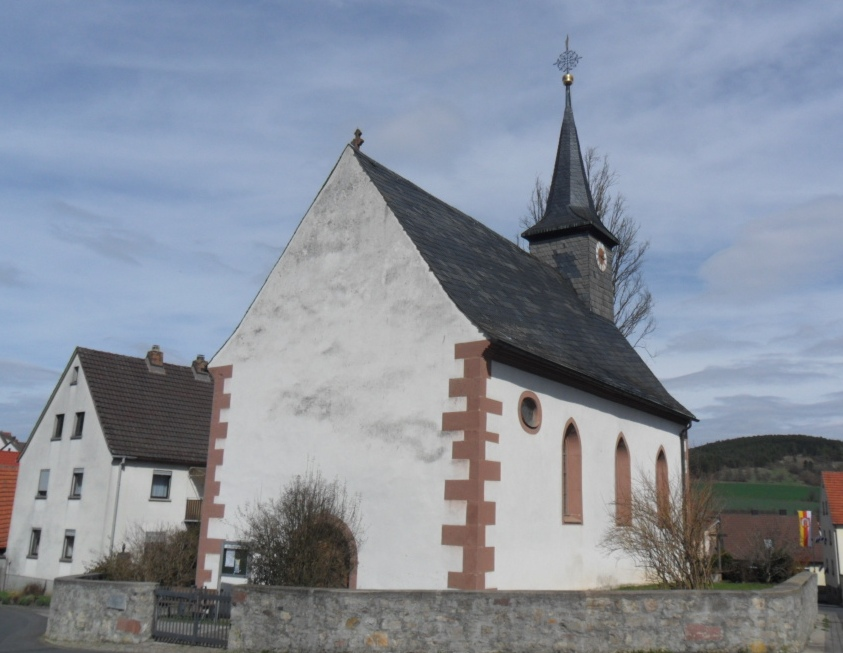
Südwestansicht (2013)

Die Kapelle St. Peter (St. Petrus) ist eine nach dem heiligen Petrus benannte katholische Kapelle in Leinach im Landkreis Würzburg.

## Lage
Die Peterskapelle liegt im Nordwesten Leinachs im ehemaligen Gemeindeteil Unterleinach. Ihre Adresse lautet St.-Peter-Straße 13.

## Bauwerk und Ausstattung
Der als Denkmal gelistete Bau von 1661 ist ein rechteckiger Saalbau mit geradem Chorschluss. Die beiden Glocken ersetzten 1950 ältere, wobei die größere 1951 zersprang und nochmals ausgewechselt wurde. Die Glocken hängen in einem kleinen Dachreiter mit Spitzhelm und Uhr. Er ist umgeben von der wohl gleichzeitig errichteten Kirchhofmauer aus Bruchsteinen. Die Mauer begrenzte den ehemaligen Friedhof und enthält eine eingemauerte und mit 1688 bezeichnete Inschriftentafel mit Echterwappen und eine Bildnische deren rundbogiger Aufsatz mit Kreuzbekrönung und Petrusrelief aus Sandstein teilweise aus dem 17. Jahrhundert stammt.
In der romanische und spätgotische Bauelelemten aufweisenden Kapelle, die spätestens ab 1622 über eine Glocke im kleinen, von Fledermäusen als Sommerquartier benutzten „Turm“ verfügte und deren Ausstattung auch zum Denkmal gehört, befindet sich eine um 1600 geschaffene Johannisschüssel als Votivgabe, die bis zu Beginn des 19. Jahrhunderts Ziel von Wallfahrern war. Auf einer hölzernen Schale in „St. Peters Capellen“ ruht das aus Holz geschnitzte und naturalistisch bemalte Haupt des Täufers. Im 16. Jahrhundert und Anfang des 17. Jahrhunderts kamen Wallfahrer zu „Johannis Haupt“.
Einige der Kunstwerke aus der mit einem Barockaltar mit Heiligenreliquien ausgestatteten Kapelle, wie Figürchen der Vierzehn Nothelfer und ein drehbarer Tabernakel mit vergoldetem Pelikan, gelangten 1978 in das neue Pfarrzentrum Communio Sanctorum und die gleichnamige Kirche. In die drei (ursprünglich vier) Reliquienpyramiden der Peterskapelle gelangten unter anderem Reliquien von Antonius dem Eremiten, der in Pestzeiten wie die 14 Nothelfer um Hilfe angerufen wurde. Der Altar wurde 1928 und 1989 restauriert.

## Geschichte
Erstmals urkundlich erwähnt wurde die von einem Familienverband, wahrscheinlich der zwischen 1156 und 1457 in Leinach ansässigen Ministerialenfamilie bzw. Ritter von Leinach (bzw. von Gerchsheim), errichtete Kapelle 1363 (capella Petry et Pauli, deutsch „Kapelle St. Peter und Paul“). St. Petri war ein Benefizium („Pfründlein St. Petri und Pauli“), dessen Inhaber (Pfarrer) seit Ende des 15. Jahrhunderts von den Würzburger Fürstbischöfen ernannt wurden. Von 1520 bis 1576 hatte das „Pfründlein St. Peter“ eigene Kapläne oder Benefiziaten. Der St. Petersfriedhof um die Kapelle diente während der Epidemien 1588, 1597 und 1627 als Pestfriedhof, da der alte Pfarrfriedhof um die Kirche zur Aufnahme der Toten nicht ausreichte. Im Jahr 1792 wurde hier ein Industriegarten (Schulgarten) angelegt, der 44 Jahre betrieben wurde. Der Friedhof existierte bis zu seiner Auflassung 1859. Im Jahr 1955 wurde ein Denkmal für die Toten der Weltkriege in der Kapelle aufgestellt. Wegen des bereits zu Beginn des 17. Jahrhunderts ruinösen Zustands der „Capella Underleinach Petri und Pauli“ begann 1666/1667 eine Wiederherstellung der Kapelle, die einem Neubau gleichkam (nicht schon 1661, wie aus einer Jahreszahl auf dem Portal hervorgehen könnte), so dass die nun im barocken Stil ausgeschmückte Kapelle 1687 als „schöne S. Peterscapellen“ bezeichnet werden konnte.